# Гутинк, Хектор
Хе́ктор Гу́тинк (нидерл. Hector Goetinck; 5 марта 1886 или 5 марта 1887, Брюгге — 25 июня 1943, Кнокке-Хейст, Западная Фландрия) — бельгийский футболист и тренер. Участник первого чемпионата мира.

## Карьера
Хектор Гутинк родился в Брюгге в юном возрасте ходил в футбольную школу в Хейсте, а в возрасте 10 лет пришёл в клуб «Брюгге», в футбольную школу клуба в Атенеуме, в основе которого дебютировал в 1902 году и всю карьеру, с 1902 по 1928 год, выступал за этот клуб, с перерывом на время первой мировой войны, действуя на позиции крайнего правого, а затем центрального полузащитника. До войны клуб с Гутинком в составе, который вместе с Робертом де Вином и Шарлем Камбье составляли главную организующую силу клуба, трижды занимал в бельгийском первенстве второе место. В течение 15-ти лет Гутинк был капитаном «Брюгге». В первый сезон, после окончания войны, «Брюгге» завоёвывает свой первый в истории чемпионский титул.
В сборной Бельгии, Гутинк играл с 1906 по 1923 год, проведя в её составе 17 матчей и забив 2 мяча.
После окончания карьеры игрока, Гутинк сразу начал работать помощником Виктора Лёвенфельта в национальной сборной Бельгии, а через 2 года самостоятельно возглавил команду, отправившись с ней на теплоходе «Конте Верде» на чемпионат мира в Уругвай, где бельгийцы проиграли оба матча, не забив ни единого гола, однако, несмотря на это поражение, Гунинк остался у руля команды и даже отправился со сборной на второй чемпионат мира, где бельгийцы в первом раунде проиграли сборной Германии со счётом 5:2, после чего Гутинк был уволен со своего поста. Под его руководством сборная Бельгии провела 29 матчей. В сборной Гутинк разработал революционную практику упражений: он заставлял игроков бегать в песчаных дюнах, для тренировки их силы и выносливости.
Во время работы в сборной, Гутинк тренировал и свой родной клуб «Брюгге», в то время в клубе существовала, так называемая «техническая комиссия», которая подбирала состав и методику тренировок, а Гутинк являлся её председателем. В 1933 году Гутинк был уволен за неудовлетворительные результаты команды.
В 1937 году, после трёх лет без футбола, Гутинк возглавил клуб третьего дивизиона «Остенде», с которым проработал 2 сезона. В первом же сезоне Гутинк вывел команду во вторую лигу и смог в ней удержаться на следующий сезон.
Завершил карьеру Гутинк в 1940 году в сборной Бельгии, которая под его руководством провела 2 матча.
В начале второй мировой войны Гутинк работал в журнале «Football Anecdoten», но в 1943 году погиб под бомбардировкой его родного города Хейста, когда бомба упала на отель, в котором жил Гутинк.

## Достижения
- Чемпион Бельгии: 1920